# Har Tajasim
Har Tajasim (hebrejsky: הר הטייסים, doslova Hora letců) je hora o nadmořské výšce 796 metrů v centrálním Izraeli, v pohoří Judské hory.
Nachází se cca 13 kilometrů západně od centra Jeruzaléma, cca 4 kilometry jihozápadně od města Abu Goš a cca 1,5 kilometru východně od vesnice Ramat Razi'el. Má podobu zalesněného hřbetu, který na východní a jižní straně prudce spadá do údolí vádí Nachal Cuba, na severu do údolí Nachal Tajasim. Po vrcholové partii prochází východozápadním směrem lokální silnice číslo 395. Východně odtud hřbet pokračuje horou Har Ejtan, západním směrem je hora Har Šefi. Severovýchodně od vrcholu se rozkládá ústav sociální péče Ejtanim. Na vrcholu je umístěn pomník letadla, které se zde zřítilo v květnu 1948 během první arabsko-izraelské války, kdy se v tomto regionu odehrávaly bitvy o kontrolu nad Jeruzalémem. Každoročně na Jom ha-acma'ut zde probíhají vzpomínkové slavnosti.